# Österreichisches Gartenbaumuseum

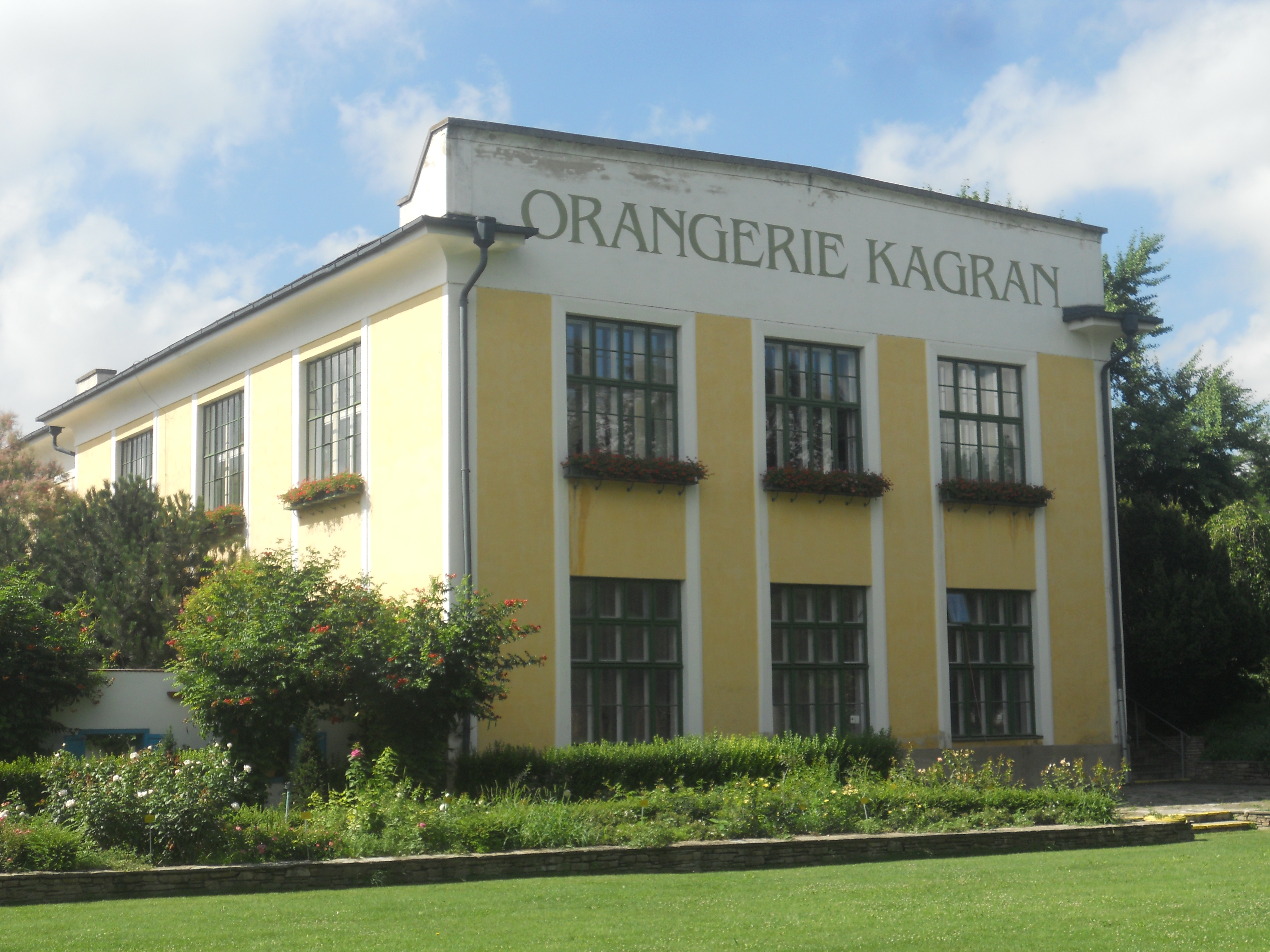
Die ehemalige Orangerie

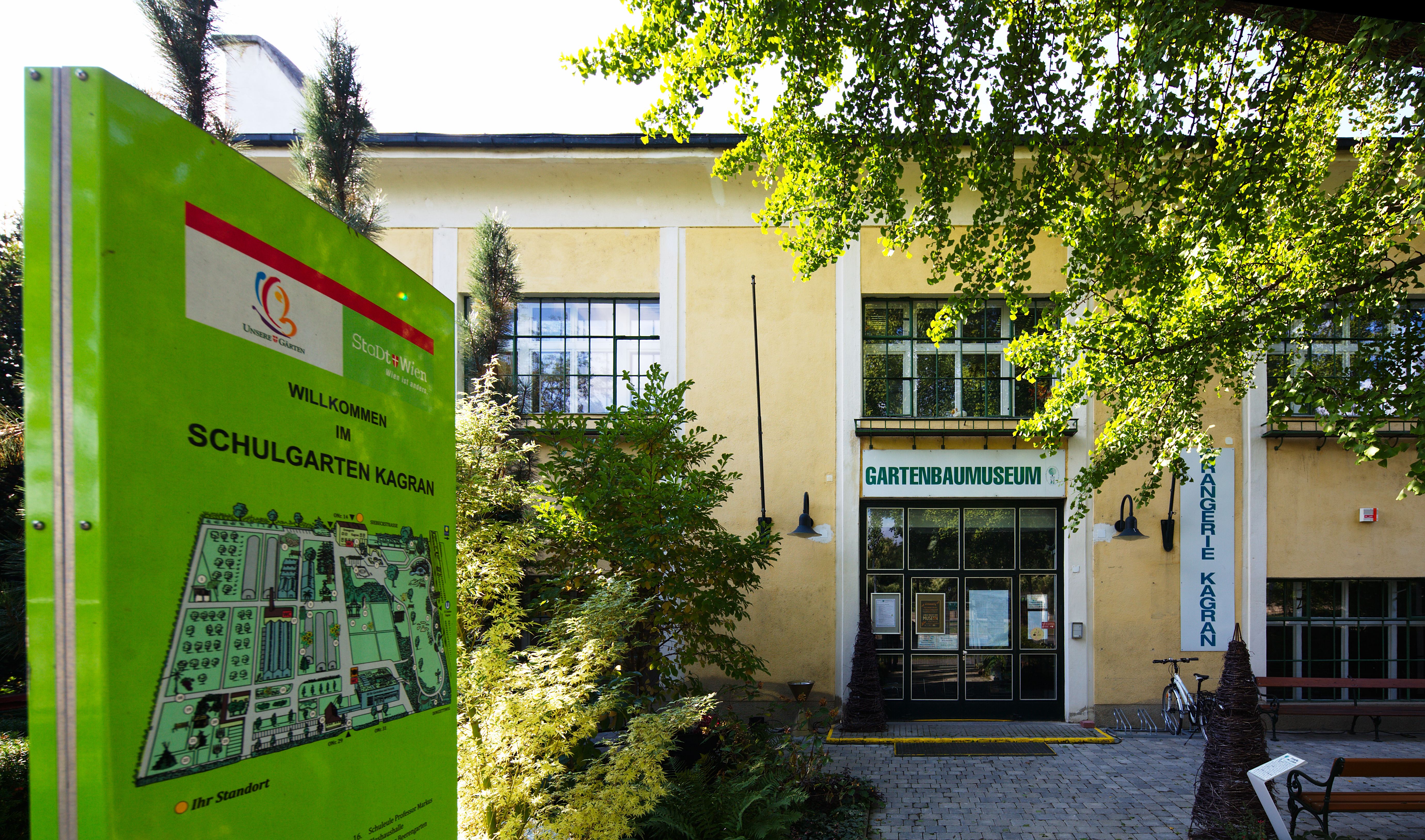
Eingang Gartenbaumuseum

Das Österreichische Gartenbaumuseum in der „Orangerie Kagran“ in Wien beherbergt etwa 30.000 historische Exponate aus der Geschichte des Gartenbaues und des Kleingartenwesens in Österreich.

## Geschichte
Die Gründung des Österreichischen Gartenbaumuseum erfolgte in den Jahren 1968/69. Die ursprünglichen Exponate waren ein Sammelsurium aus Geräten und Maschinen für den Gartenbau, die von Lehrern und Schülern der Berufsschule in den 1950er Jahren zusammengetragen worden waren. Ein für die Wiener Internationale Gartenschau 1974 erbauter „Ausstellungspavillon der Apotheker“ wurde nach Ausstellungsende adaptiert und 1977 als „Österreichisches Gartenbaumuseum“ in Oberlaa eröffnet.
Ursprünglich war das Gebäude auf dem Gelände des Schulgartens Kagran eine Orangerie, später diente es als „Berufsschule für Gartenbau und Floristik“. Da die Schule für den wachsenden Anstieg der Lehrlinge zu klein wurde, wurde 2001 die neue Berufsschule eröffnet. Seit 2003 dient das Jugendstilgebäude der ehemalige Orangerie Kagran mit einer Ausstellungsfläche von 500 m² als Gartenbaumuseum. Eine Besonderheit ist das detailliert nachgebaute Blumengeschäft. 
Im Jahr 2001 wurden die Exponate der „Sammlung Sädtler“ (Österreichisches Blumenbindemuseum) eingegliedert.
Der angrenzende Schulgarten der Berufsschule für Gartenbau und Floristik wird auch für Freilandausstellungen genutzt, bei dem unter anderem bereits das „Rothschildglashaus“, ein für die Weltausstellung 1873 gebauter Pavillon, eine historische Kleingartenhütte aus der Epoche um 1918 und eine Feldbahn gezeigt wurden.
Der „Verein der Freunde des Österreichischen Gartenbaumuseums“ unterstützt die Tätigkeiten des Gartenbaumuseums. Die Mitglieder bestehen aus Fachleuten, die sich mit Gartenkunstentwicklung, Gartentechnik und der Bibliothek befassen. Zu den Schwerpunkten des Vereines zählen die Gestaltung von Ausstellungen.
Die Sammlung des Museums umfasst rund 30.000 Objekte. Die Ausstellungsstücke reichen von Werkzeugen, Garten- und Gärtnereieinrichtungen, Fahrzeugen bis hin zu Fotografien und Plänen.